# Otto Meissner (Verleger)

Otto Carl Meißner, um 1902

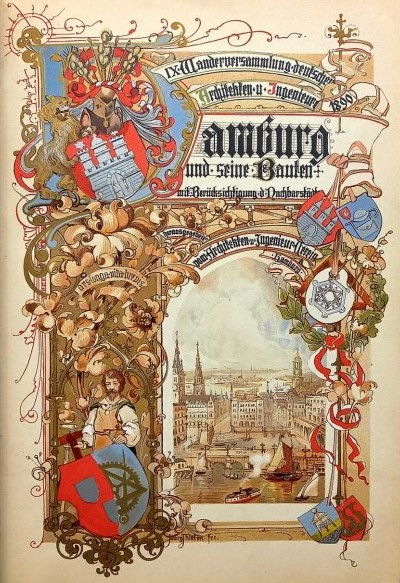
Titelseite des Buches: Hamburg und seine Bauten von 1890

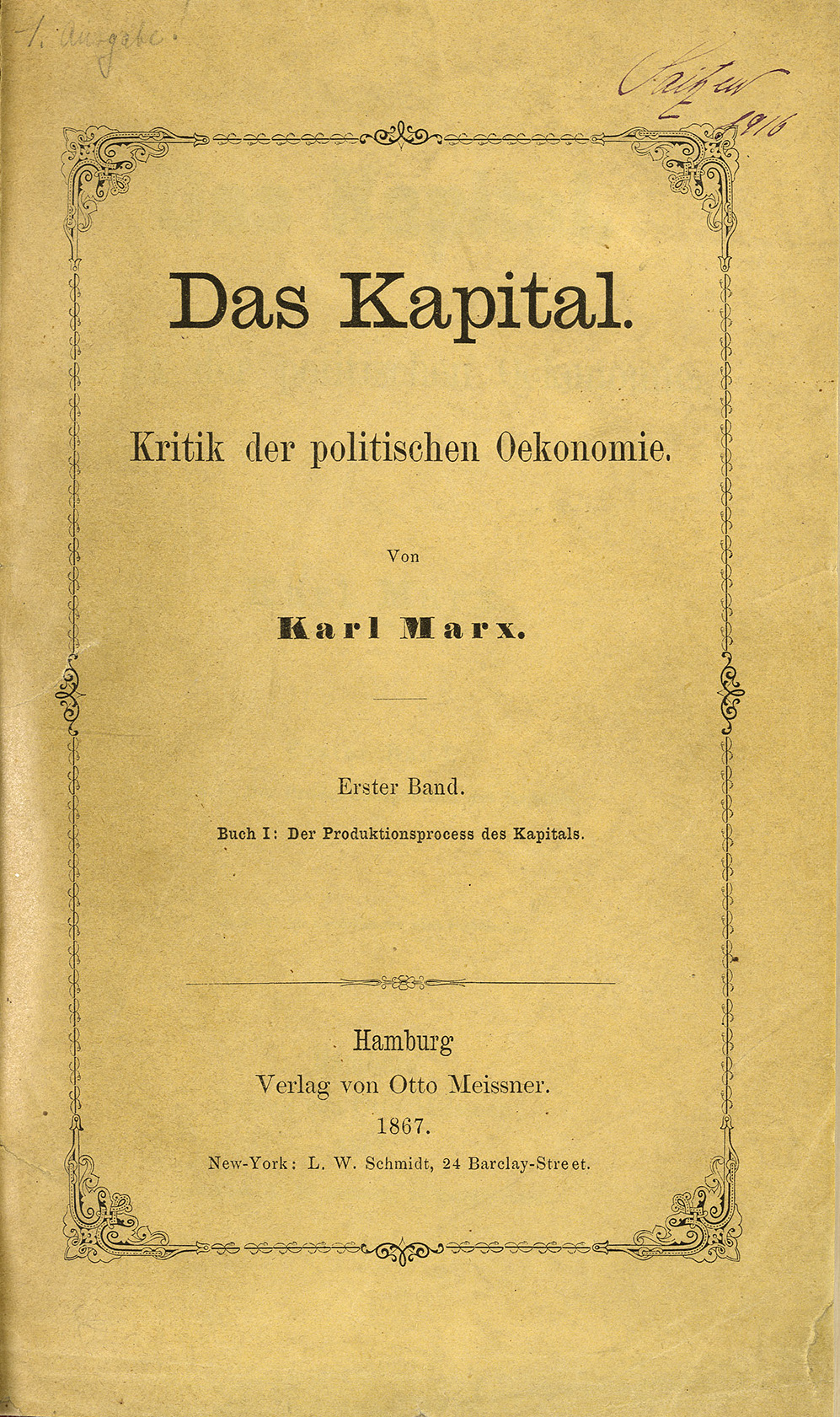
Umschlag der Kapital-Erstauflage im Verlag Otto Meissner 1867

Otto Meissner, auch Otto Carl Meißner (* 28. Juli 1819 in Quedlinburg; † 4. Juni 1902 in Hamburg), war ein deutscher Verleger, Verlagsbuchhändler und 1871 bis 1876 Bürgerschaftsabgeordneter in Hamburg. Bekanntheit erlangte er vor allem dadurch, dass er 1867 Das Kapital von Karl Marx erstmals herausgegeben hat. Er ist der Gründer des noch heute bestehenden Otto Meissner Verlags.

## Leben

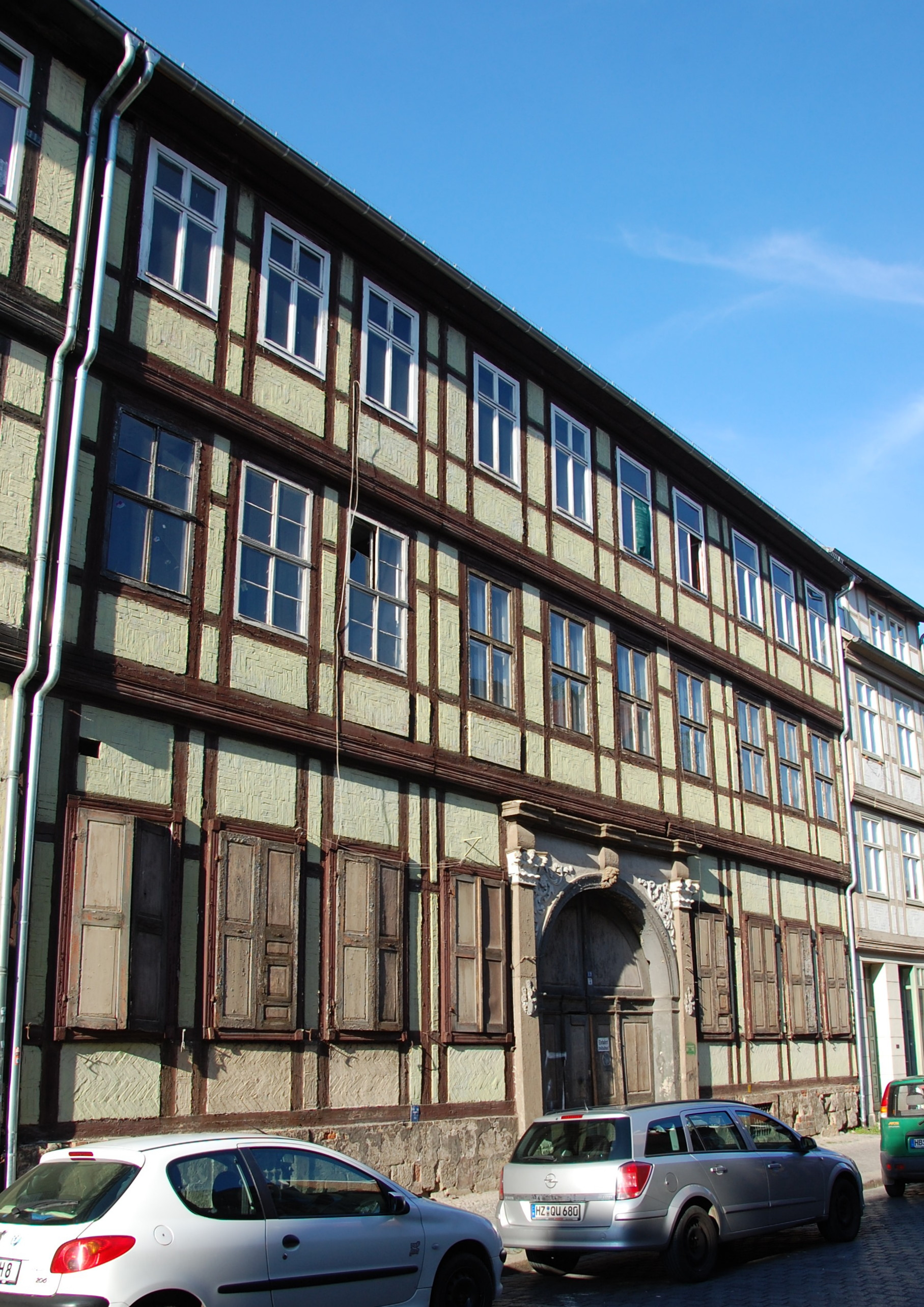
Geburtshaus Steinweg 19 in Quedlinburg, Aufnahme 2014

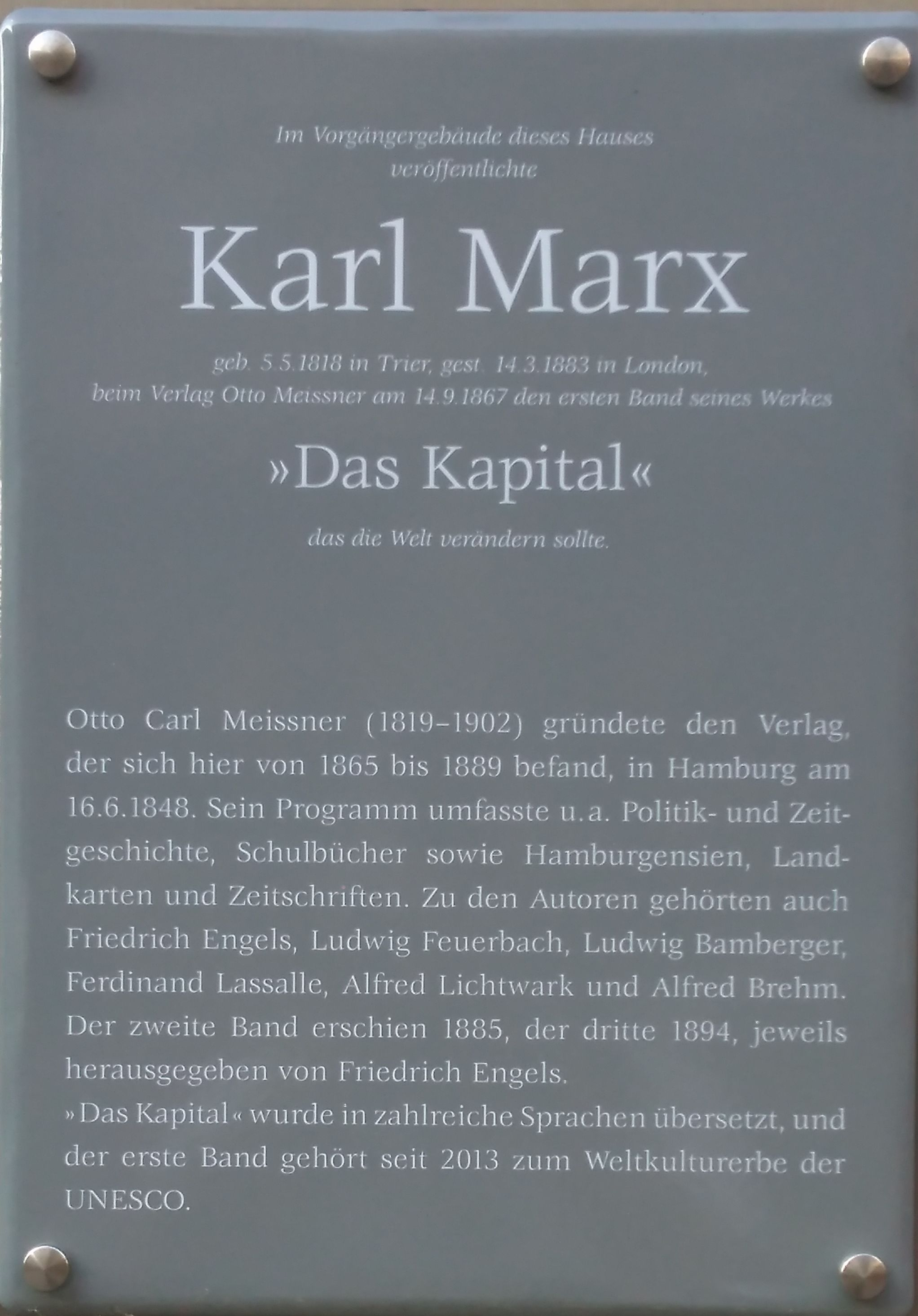
Gedenktafel für „Das Kapital“ von Karl Marx in Hamburg, Bergstraße 26

Meissner wurde im Haus Steinweg 19 in Quedlinburg als siebentes Kind einer Postmeisterfamilie geboren und besuchte das protestantische Domgymnasium von 1835 bis 1842. Sein Handwerk lernte er bei dem kulturell und politisch wichtigen Musikalienhändler Wilhelm Heinrichshofen (1782–1881) in Magdeburg. Er war 1842 nach Hamburg gekommen, weil der Verleger Julius Campe nach dem Großen Brand von Hamburg wieder drucken durfte und gründete im Juni 1848 einen eigenen Verlag in Hamburg Bergstraße 26 gemeinsam mit Georg Gottlieb Schirges, den Meissner ab dem 8. Dezember 1853 allein weiterführte. Das Jahr 1859 war für Otto Meissner der Durchbruch zu politischer Bedeutsamkeit in Hamburg. Als Mitorganisator und Propagandist des Schillerfestzuges in Hamburg, als am 13. November 1859 mehr als 10.000 Festzugsteilnehmer von 200.000 Hamburgern unter schwarz-rot-goldenen Fahnen für Presse- und Gedankenfreiheit und eine republikanische Staatsverfassung durch die Stadt zogen, kam er in Kontakt mit vielen republikanische Reformern. 1860 gründete er den „Hamburg-Altonaer  Buchhändler-Verein“, war am neuen Architektenverein beteiligt und gewann reformorientierte und sozialistische Autoren für seinen Verlag. Aus Meissners Verlagshaus kommen so bedeutende Hamburgensien wie Hamburg und seine Bauten (1890) und die erste historische Darstellung St. Georgs von Caspar Heinrich Gottfried Sievers, Die Geschichte des Stadtheils St. Georg (1875). 1861 kaufte er dann ein privates Wohnhaus in der Gurlittstraße 13 und eröffnete 1865 mit einem Teilhaber die Verlagsbuchhandlung Meissner & Behre in der Bergstraße 26. Dort erhielt Meissner im November 1866 das erste Bündel eines Manuskripts von Karl Marx, das er im darauf folgenden Jahr in der relativ kleinen Auflage von 1000 Exemplaren in der Druckerei der Söhne von Otto Wigand in Leipzig drucken ließ. Als Erscheinungsdatum des ersten „Kapital“-Bandes gilt der 14. September 1867. Das Manuskript des ersten Bandes wurde aus Leipzig nach Fertigstellung des Drucks zurück an Otto Meissner geschickt. Als Beleg für die Verlagsrechte wurde es dort aufbewahrt, bis der ältere Enkel Meissners, Otto Heinrich Meissner, das Manuskript dem SPD-Archiv in Berlin überließ. Hier verlieren sich dann seine Spuren, es ist bis heute verschollen. Marx war auf Meissner aufmerksam geworden, da Friedrich Engels bei ihm seine Schrift über die preußische Militärfrage veröffentlichen ließ. Nach dem Tod von Karl Marx ließ Engels 1885 den 2. Band und 1894 den 3. Band des Kapitals bei Otto Meissner veröffentlichen.
Otto Meissner war 1871 bis 1876 Mitglied der Hamburgischen Bürgerschaft, höchstens 5 Prozent der Hamburger Einwohner haben damals das Parlament gewählt, um mit dem Architekten Martin Haller eine besondere Bauform des Rathauses durchzusetzen. Er war durch seine verlegerische Tätigkeit so wohlhabend geworden, dass er mit der Buchhandlung und Verlag 1889 in die Hermannstraße 44 umzog auf ein sehr teuer gewordenes Grundstück noch näher am Rathaus. 
Meissner wohnte ab 1857 in Hamburg-St. Georg und starb am 4. Juni 1902 in seinem Haus in der Gurlittstraße 13 später Hausnummer 31 in St. Georg.
An seinem Haus – seinem jahrzehntelangen Wohnsitz – in der Gurtlittstraße 31 wurde am 2. Juli 2022 eine Gedenktafel angebracht.